# Blue Moon (sång)
Blue Moon är en välkänd sång komponerad 1933 av Richard Rodgers. Texten skrevs av Lorenz Hart 1934. 
Den text som slutligen blev populär var de facto den fjärde text Hart skrivit till samma melodi. Enligt ett kontrakt som de hade avtalat med MGM 1933 skrev de först sången för filmen Hollywood Party. Scenen den var tänkt för ströks emellertid. De gillade dock sin melodi, och skrev en ny text för filmen Manhattan Melodrama (1934). Därifrån klipptes den också, men producenten ville ha en sång för en nattklubbsscen i samma film, och Hart skrev ännu en text med titeln The Bad In Every Man. Den publicerades, men rönte inget större intresse. MGM:s publikationschef Jack Robbins tyckte ändå låten kunde ha potential, men ville ha en mer romantisk text. Med en viss tvekan skrev Hart ännu den fjärde texten Blue Moon, vilken licenserades till radioprogrammet Hollywood Hotel.
Den 15 januari 1934 sjöng Connee Boswell in den på skivmärket Columbia. MGM inkluderade den i soundtracket för sammanlagt sju filmer, den senaste Viva Las Vegas med Elvis Presley. Tiotals namnkunniga artister har sjungit in den; Al Bowlly, Frank Sinatra, Dean Martin, mer jazziga versioner med Louis Armstrong och Ella Fitzgerald. Flera versioner har toppat hitlistorna, bland annat 1961 med The Marcels. Den brukar finnas med i de flesta omröstningar om alla tiders schlager. Temat har använts av bland andra Eric Clapton, Bob Dylan och Rod Stewart och bara under 1990-talet har åtminstone tre olika versioner spelats in.
En version gjordes 1954 av Jane Froman som spelade in Blue Moon på Capitol Records.
Elvis Presley spelade in sin version 19 augusti 1954 i Sun Studios, och den gavs ut 1956 av RCA på albumet Elvis Presley (LPM-1254) och singel, 47-6640 och EPA-830. LP:n var listetta i USA.

## Listplaceringar, The Marcels
| Lista (1961)   | Position               |
| -------------- | ---------------------- |
| Nederländerna  | 6                      |
| Norge          | 4 (VG-lista)           |
| Nya Zeeland    | 1 (Lever Hit Parade)   |
| Storbritannien | 1                      |
| Sverige        | 1 (Radio Nord Topp 20) |
| USA            | 1 (Billboard Hot 100)  |
| Västtyskland   | 13                     |